# Bülent Uygun
Bülent Uygun (Sakarya, 1º agosto 1971) è un allenatore di calcio ed ex calciatore turco, di ruolo attaccante.
Centrocampista offensivo, debutta in nazionale nel 1993 e diviene capocannoniere in Turchia nel 1994. Dopo una buona carriera da giocatore – veste anche la maglia del Fenerbahçe – inizia la carriera da manager, allenando anche un paio di club in Qatar.

## Palmarès

### Giocatore

#### Club
- Campionato turco: 1

Fenerbahçe: 1995-1996
- Coppa di Turchia: 1

Kocaelispor: 1997-1998

#### Individuale
- Capocannoniere del campionato turco: 1

1993-1994 (22 gol)